# کمیته مشترک ضدخرابکاری
کمیتهٔ مشترک ضدخرابکاری ساواک و شهربانی  نهادی امنیتی در عصر پهلوی بود که ایجاد هماهنگی در سازمان‌های مختلف امنیتی و انتظامی برای مقابله با مخالفان سلطنت در ۴ بهمن ۱۳۵۰ ایجاد گردید و دارای یک زندان مستقل به نام زندان کمیتهٔ مشترک ضدخرابکاری بود.

## تأسیس
در بهمن ۱۳۵۰ با مشارکت ادارهٔ کل سوم (امنیت داخلی) ساواک، و ادارات دوم ارتش، شهربانی و ژاندارمری برای تداوم و هماهنگی عملیات مقابله‌جویانه با گروه‌های مسلح تشکیل شد. در اوایل خرداد ۵۲، کمیته به سه واحد اجرایی، اطلاعاتی و پشتیبانی تقسیم شد.
ابتدا، در ادارهٔ اطلاعات شهربانی کل کشور مستقر بود، اما بعد از مدتی به ساختمان مستدیر (ساختمان آلمان‌ها به سال ۱۳۱۶) در محل باغ ملی منتقل شد.

## ادارهٔ کمیته و مأموران
پس از تشکیل این کمیته، کمیته‌های موازی منحل و کارمندانشان مأمور به خدمت در کمیتهٔ مشترک شدند و کلیهٔ سرنخ‌های عملیاتی نیز در اختیار آن قرار گرفت.
ابتکار عمل در کمیتهٔ مشترک، در دست ادارهٔ کل سوم ساواک بود و غالب مأموران به‌کارگرفته‌شده از ساواک بودند. 

### رؤسای کمیته
رؤسای کمیته به ترتیب ۱. سپهبد جعفرقلی صدری ۲. سرتیپ رضا زندی‌پور ۳. سرتیپ علی‌اصغر ودیعی ۴. سرتیپ جلال سجده‌ای (سجادی) ۵.سرتیپ هرمز آیرم بودند.